# Hydriomena marinata
Hydriomena marinata là một loài bướm đêm trong họ Geometridae.